# Keresztelő Szent János születése katedrális (Arad)
Az aradi Keresztelő Szent János születése katedrális műemlékké nyilvánított épület Romániában, Arad megyében. A romániai műemlékek jegyzékében az AR-II-m-B-00491 sorszámon szerepel.

## Története
Miután az 1848–49-es forradalom és szabadságharc alatt Berger tábornok ostroma következtében a korábbi érseki katedrális súlyosan károsodott, 1857-ben le kellett bontani. Ekkor a helyi román közösség vezetői kéréssel fordultak Procopie Ivaşcovici aradi püspökhöz, hogy engedélyezzen általános gyűjtést a püspökség területén új katedrális építésére. Az 1858–1860-ban lefolytatott gyűjtést követően 1862-ben megvásárolták a telket a várostól, és elkezdik a katedrális építését. A tervező Czigler Antal volt; az ikonosztázt Moise Ianits faragta, az ikonosztáz festményeit Nicolae Alexici készítette.
A tornyok 1905-1906-ban épültek, ugyanakkor a templom felújítására is sor került. Az újjászentelés 1806. december 24-én történt.
A villanyvilágítást az 1961-62, a központi fűtést az 1962-1973 időszakban vezették be. 1991-ben került fel a mozaikdíszítés a homlokzatra.